# Brioude
Brioude – miejscowość i gmina we Francji, w regionie Owernia-Rodan-Alpy, w departamencie Górna Loara.

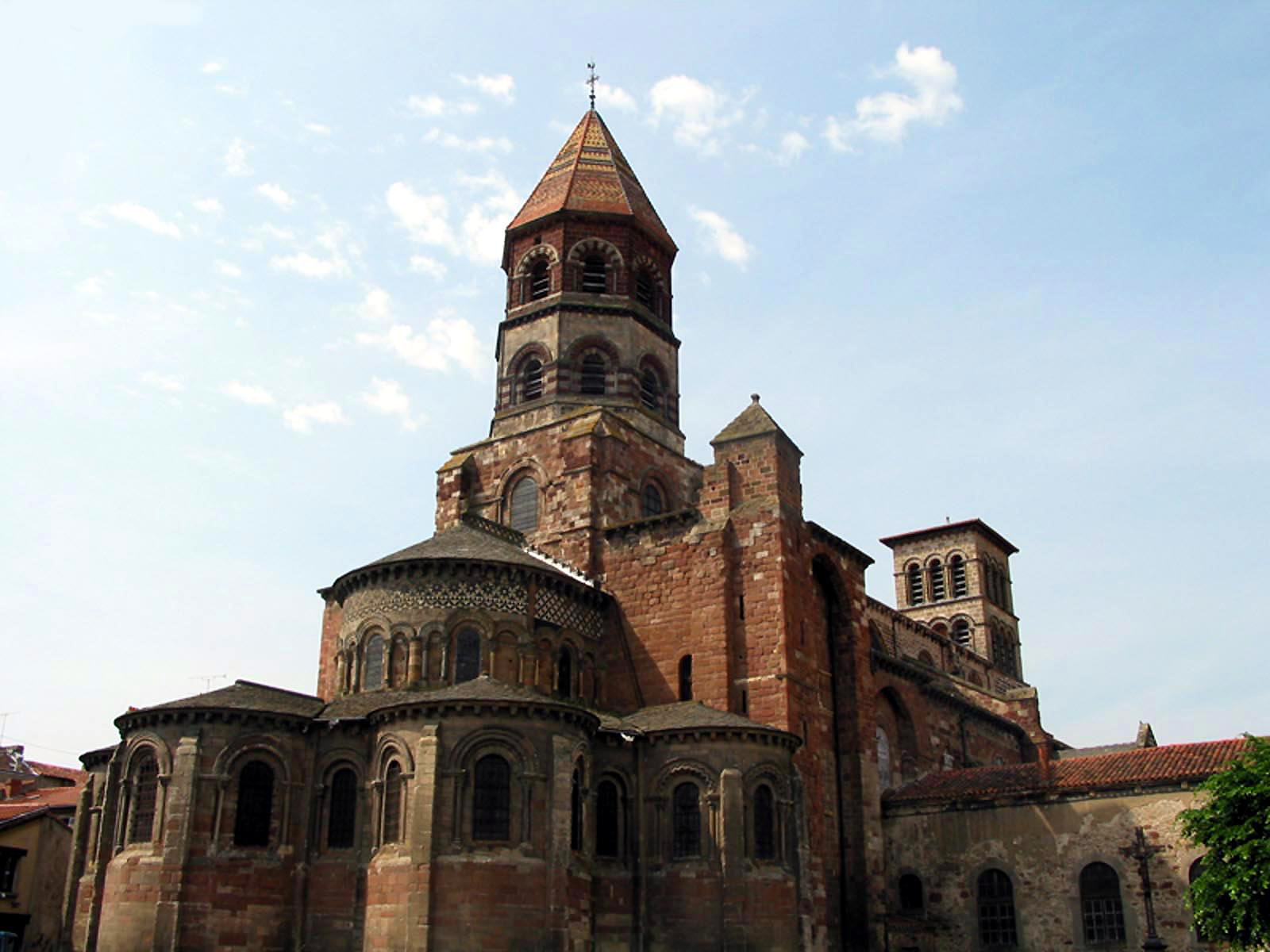
Brioude

Według danych na rok 1990 gminę zamieszkiwało 7285 osób, a gęstość zaludnienia wynosiła 539 osób/km² (wśród 1310 gmin Owernii Brioude plasuje się na 26. miejscu pod względem liczby ludności, natomiast pod względem powierzchni na miejscu 680.).